# Cuatro racimos de uvas colgando (Juan Fernández el Labrador)
Cuatro racimos de uvas colgando es una obra de Juan Fernández el Labrador, que forma parte de las colecciones del Museo del Prado.

## Introducción
Se sabe poco de Juan Fernández el Labrador, aparte de que vivía en el campo y de que se dedicó a la pintura de flores y de frutas, especialmente de uvas. Sus obras fueron muy apreciadas por los coleccionistas de Madrid y por la corte inglesa. Arthur Hopton, secretario de sir Francis Cottington —embajador de Inglaterra en Madrid en 1630— comenta que el pintor «nunca viene aquí (a Madrid) sino en Semana Santa». De hecho, una de sus pocas obras seguras  —Bodegón con uvas, membrillos y frutos secos —pertenece aún a la colección real británica, siendo inventariada allí ya en 1639,
También fue muy apreciado por los primeros tratadistas del arte español, como Antonio Palomino, quien lo nombra «Juan Labrador Pintor Insigne», y lo compara con Giovanni Battista Ruoppolo.

## Análisis de la obra

### Datos técnicos y registrales
- Madrid, Museo del Prado, n º. de inventario: P007903;[3]
- Pintura al óleo sobre lienzo;
- Dimensiones: 45 x 61 cm,
- Datación: hacia 1636;

### Descripción de la obra
Como en sus otros lienzos conocidos, en éste el pintor coloca los objetos en primer plano, ante un fondo oscuro, y modelándolos por medio de la luz. En este lienzo, prescinde de cualquier referencia espacial. Empleando esta técnica, y con una minuciosa descripción, detalla las tres variedades de uvas, y su correspondiente fase de maduración. Los pámpanos están pintados de forma que las hojas muestran su haz y envés. Los racimos penden de arriba mediante cordeles, y están dispuestos en torno a la variedad tinta del centro. El racimo de la derecha y los dos de la izquierda cuelgan de sus respectivos sarmientos, mientras que el central está suspendido de algún objeto fuera del lienzo. Ello permite mostrar diferentes equilibrios, dependiendo del peso y de la posición de cada racimo. Cada variedad está representada mostrando sus características. De la rama de la izquierda cuelgan dos racimos muy juntos, lo que es típico en esta clase. El racimo de granos grandes y alargados —a la derecha— es menos brillante que los otros. En todos ellos es evidente que el Labrador no repetía mecánicamente las mismas formas, ni partía de bocetos previos, ya que cada grano es ligeramente diferente a los otros.

## Procedencia
- Colección Rosendo Naseiro, Madrid;
- adquirido para el Museo del Prado en aceptación de pago de deuda tributaria, dación del Banco Bilbao Vizcaya Argentaria, 2006.